# Cantonul Noyant
Cantonul Noyant este un canton din arondismentul Saumur, departamentul Maine-et-Loire, regiunea Pays de la Loire, Franța.

## Comune
- Auverse
- Breil
- Broc
- Chalonnes-sous-le-Lude
- Chavaignes
- Chigné
- Dénezé-sous-le-Lude
- Genneteil
- Lasse
- Linières-Bouton
- Meigné-le-Vicomte
- Méon
- Noyant (reședință)
- Parçay-les-Pins
- La Pellerine